# Alfonso XIII (1915)
El Alfonso XIII fue el segundo de tres acorazados tipo dreadnought de la clase España construidos en la década de 1910 para la Armada Española. Nombrado en honor al rey Alfonso XIII de España, el barco no se completó hasta 1915 debido a la escasez de materiales que resultó del inicio de la Primera Guerra Mundial el año anterior. La clase España recibió la orden como parte de un programa de construcción naval de reconstruir la flota después de las pérdidas de la guerra hispano-estadounidense; este se inició en el contexto de unas relaciones más estrechas de España con Gran Bretaña y Francia. Los barcos estaban armados con una batería principal de ocho cañones de 305 mm y estaban destinados a apoyar a la Armada francesa en caso de una gran guerra europea.
A pesar de la razón para la construcción de los barcos, España se mantuvo neutral durante la Primera Guerra Mundial. Aunque se utilizó para asistir a los buques civiles en peligro y para suprimir los disturbios civiles en España, el Alfonso XIII pasó su carrera temprana sin incidentes con ejercicios de entrenamiento en aguas de dicho país. En la década de 1920, viajó al protectorado español de Marruecos para participar en la guerra del Rif, donde su buque hermano, el España naufragó. En 1931, Alfonso XIII fue derrocado, y en consecuencia, se proclamó la Segunda República Española; la nueva república buscó borrar los restos de la orden real, por lo que el Alfonso XIII pasó a llamarse España. Como parte de las medidas de reducción de costos, el barco paso a las reservas. Los planes para modernizar al España y su buque hermano Jaime I a mediados de la década de 1930 fracasaron en consecuencia al golpe de Estado de julio de 1936 que dio inicio a la guerra civil española.
Al inicio del conflicto, la tripulación asesinó a los oficiales del barco e intentó resistir a los rebeldes nacionalistas en Ferrol, pero después de que estos últimos se apoderaran de las baterías de artillería costera, se rindieron. Entonces, el España se convirtió en el núcleo de la flota nacionalista y lo utilizaron para hacer cumplir un bloqueo en la costa norte de España, patrullando y deteniendo con frecuencia a los cargueros que intentaban ingresar a los puertos controlados por los republicanos de Gijón, Santander y Bilbao. El 30 de abril de 1937, durante estas operaciones, resultó fatalmente dañado cuando accidentalmente golpeó una mina que había sido colocada por un minador nacionalista, y en consecuencia, la mayor parte de su tripulación fue evacuada por el destructor Velasco antes de que volcara y se hundiera; sólo cuatro murieron en el hundimiento. El naufragio se descubrió y se examinó en 1984.

## Diseño

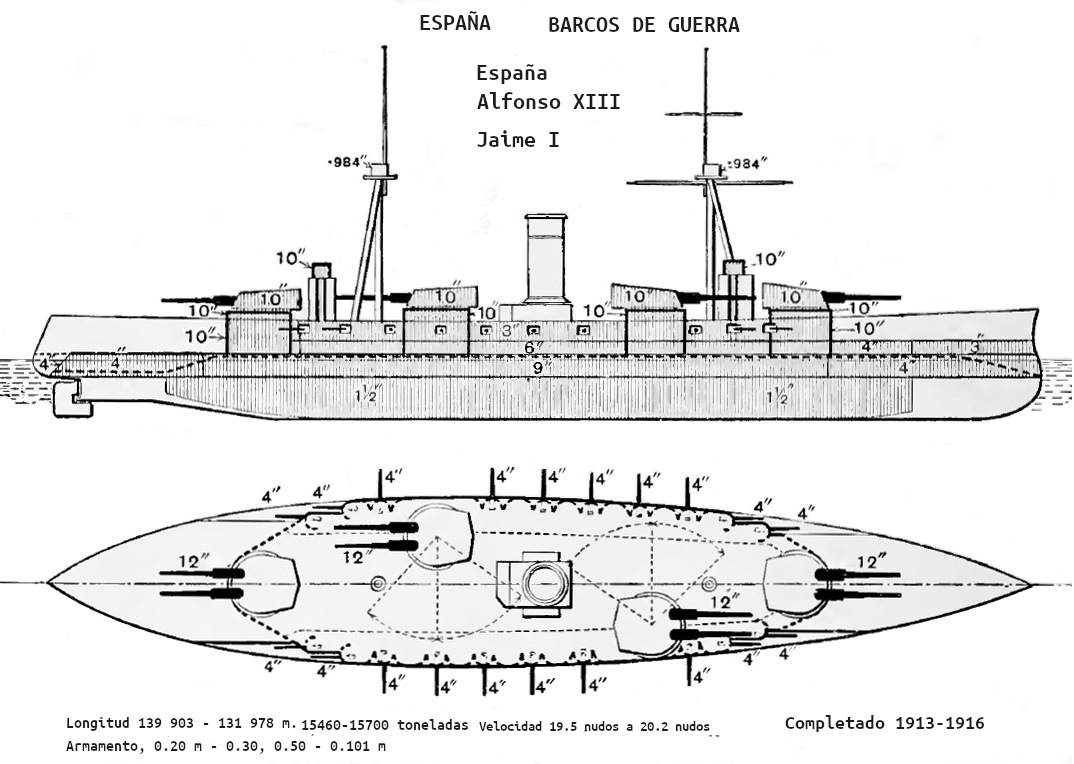
Dibujo lineal de la clase España

Tras la destrucción de parte de la flota española en la guerra hispano-estadounidense de 1898 y el posterior desguace de otra parte de la flota en 1900, la Armada española hizo una serie de intentos fallidos para iniciar el proceso de reconstrucción. Después de que la Primera Crisis Marroquí fortaleciera los lazos de España con Gran Bretaña y Francia y el apoyo público al rearme aumentara como consecuencia, el gobierno español llegó a un acuerdo con esos países para un plan de defensa mutua. A cambio del apoyo británico y francés a la defensa de España, la flota española apoyaría a la Armada francesa en caso de guerra con la Triple Alianza contra las flotas combinadas del Reino de Italia y Austria-Hungría en el Mar Mediterráneo ya que la Royal Navy debería de centrarse en el Mar del Norte contra la Kaiserliche Marine germana; mientras que la flota francesa por sí sola no podría contener a la armada italiana y la austrohúngara  juntas, y era necesario que Francia transportara por mar a sus tropas coloniales desde el norte de África al continente europeo.
Una flota española reforzada redundaba así en los intereses de Gran Bretaña y Francia, que en consecuencia prestaron asistencia técnica en el desarrollo de buques de guerra modernos, cuyos contratos fueron adjudicados a la empresa española Sociedad Española de Construcción Naval (SECN), que fue formada por los constructores navales británicos Vickers, Armstrong Whitworth y John Brown & Company. El nuevo Plan Naval (conocido como Plan Ferrándiz) fue propuesto en 1907 y aprobado por el gobierno a principios del año siguiente como Ley de Marina del 7 de enero de 1908. Los buques fueron autorizados unos seis meses después de que los británicos hubieran completado el HMS Dreadnought «all-big-gun»,  y después de descartar los planes para construir acorazados tipo pre-dreadnought, el comando naval decidió rápidamente construir sus propios acorazados tipo dreadnought.
El Alfonso XIII tenía 132,6 m de longitud de línea de flotación, 140 m de eslora, 24 m de manga y 7,8 m de calado; su francobordo medía 4,6 m en el centro del buque. El barco desplazaba 15 700 t (15 500 toneladas largas ) según lo diseñado y hasta 16 450 t (16 190 toneladas largas) a plena carga. Su sistema de propulsión consistía en turbinas de vapor Parsons de cuatro ejes que accionaban cuatro hélices, con vapor proporcionado por doce calderas Yarrow, además tenía una potencia de 15 500 shp (11 600 kW) y produjo una velocidad máxima de 19,5 nudos (36,1 km/h). El Alfonso XII tenía una autonomía de 5000 millas náuticas (9300 km) a una velocidad de 10 nudos (19 km/h). Además, su tripulación estaba formada por 854 oficiales y soldados.
El Alfonso XIII estaba armado con una batería principal con ocho cañones calibre 50 de 305 mm, montados en cuatro torretas gemelas. Se colocó una torreta hacia adelante, dos se colocaron en escalón en medio del barco y la cuarta estaba a popa de la superestructura. Este esquema de montaje se eligió con preferencia para superponer a las torretas, como las que se instalaron en los acorazados estadounidenses de la clase South Carolina, para ahorrar peso y costos. Para defenderse de los torpederos, llevaba una batería secundaria que consistía en veinte cañones de 102 mm montados individualmente en casamatas a lo largo del casco. Sin embargo, estaban demasiado cerca de la línea de flotación, lo que los hacía inutilizables en marejada. También estaba armado con cuatro cañones de tres libras y dos ametralladoras. Su cinturón tenía un grosor de 203 mm en el centro del barco; las torretas de la batería principal estaban protegidas con la misma cantidad de placa de blindaje. La torre de mando tenía lados de 254 mm y su cubierta 38 mm de grosor.

## Historial

### Carrera temprana

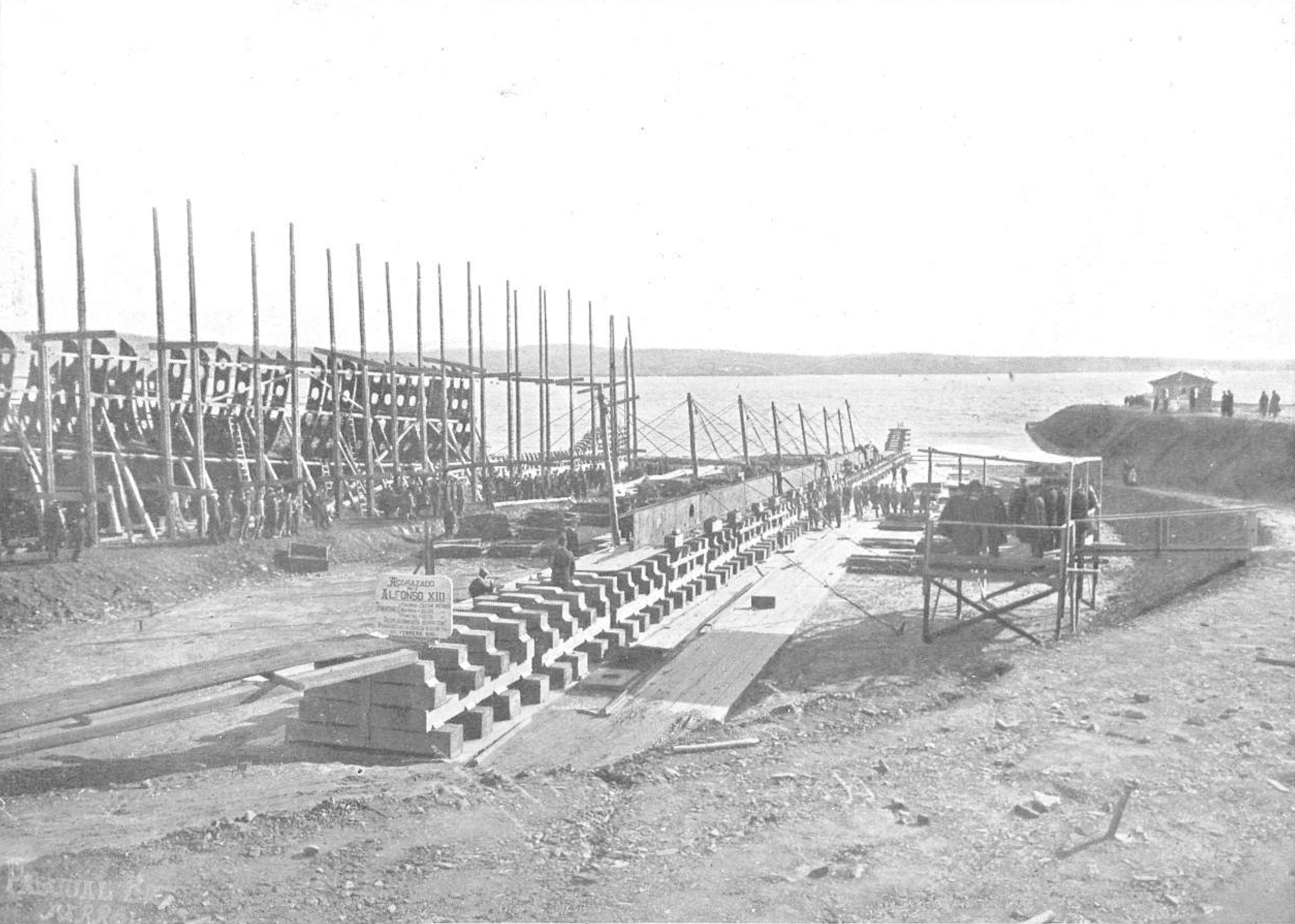
Colocación de la quilla del acorazado Alfonso XIII en el arsenal de Ferrol. A la izquierda se ve el acorazado España en construcción.

El 17 de noviembre de 1909 se dieron a conocer los buques de su serie, resultando en que sería el segundo acorazado de la misma por orden de construcción. La puesta de quilla del Alfonso XIII se dio en el astillero SECN de Ferrol el 23 de febrero de 1910 y una vez completo su casco, se botó el 7 de mayo de 1913. Los trabajos de acondicionamiento se retrasaron con el inicio de la Primera Guerra Mundial en julio de 1914, ya que gran parte del equipo, incluidas sus armas y su sistemas de control de fuego, le era suministrado por fabricantes británicos que ahora estaban ocupados con la producción para el esfuerzo bélico de su país. El Alfonso XIII se completó el 16 de agosto de 1915, aunque contaba con un sistema de control de fuego improvisado que se aseguró a través de países neutrales. Después de que Italia, miembro de la Triple Alianza, declarase la neutralidad al comienzo de la guerra, España hizo lo mismo, ya que la participación de su flota en los acuerdos de preguerra con Gran Bretaña y Francia se había basado en la necesidad de reforzar a la flota francesa en caso de que tuviera que luchar contra una alianza formada por las marinas italianas y austrohúngaras. Tras entrar en servicio, el Alfonso XIII zarpó con su buque hermano, el España, rumbo a Santander, donde el homónimo del barco, el rey Alfonso XIII, se encontraba a bordo de su yate Giralda. Los dos acorazados participaron luego en ejercicios de entrenamiento frente a Galicia. A finales de año, la tripulación del Alfonso XIII ganó el Sorteo Extraordinario de Navidad.

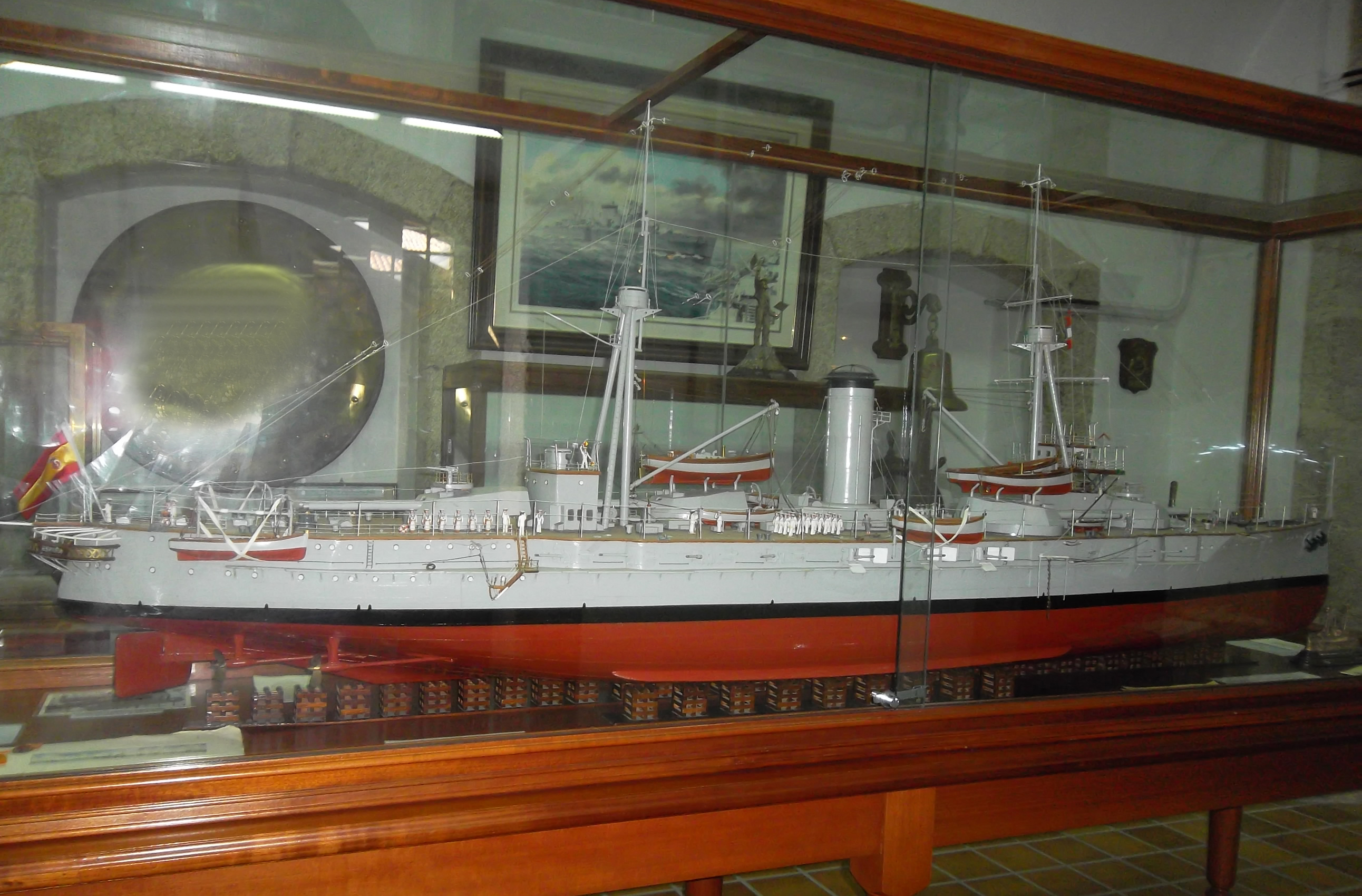
Maqueta del acorazado España, buque líder de la clase homónima, en el Museo Naval de Ferrol.

La rutina en tiempos de paz de la flota española incluía ejercicios de entrenamiento, frecuentemente realizados frente a Galicia, y una revisión de la armada frente a Santander durante las habituales vacaciones de verano del rey allí. El año 1916 transcurrió sin incidentes hasta septiembre, cuando el Alfonso XIII se unió a la búsqueda del destructor Terror, que se había quedado inutilizado por los daños causados por unas tormentas tras toparse con un clima severo en el golfo de Vizcaya. Además, en abril de 1917 ayudó al remolcador Antelo  después de que se encallara en el cabo Prior al cargar un cargamento de minas que este último llevaba encima para aligerarlo y que pudiera ser reflotado. En ese momento, grupos socialistas y anarquistas hicieron campaña para realizar una huelga general y una revolución contra la monarquía, lo que provocó que en agosto el gobernador militar de Bilbao solicitara la presencia del Alfonso XIII para restablecer el orden. El destacamento de desembarco del barco fue a tierra para proteger una línea de ferrocarril y varias minas. En un enfrentamiento con los revolucionarios, un hombre de la tripulación murió y varios resultaron heridos, mientras que veintidós revolucionarios fueron arrestados y retenidos a bordo del barco. A principios de 1919, cuando, tras haber zarpado hacia Barcelona para la puesta en servicio del submarino Narciso Monturiol, el Alfonso XIII llegó en medio de la huelga de La Canadiense contra la empresa Barcelona Traction, y en consecuencia, volvió a enviar hombres a tierra para proteger a la compañía durante los cuarenta y cuatro días que duró el paro.
En 1920, la Armada Española se embarcó en una serie de cruceros de larga distancia para demostrar su creciente poder. El Alfonso XIII fue enviado a recorrer el mar Caribe y visitar Estados Unidos, partiendo de Ferrol hacia La Habana, aunque primeramente hizo escala en Canarias el 22 de junio. Al llegar a La Habana el 9 de julio, se encontró con una entusiasta recepción que contradecía la rebelión cubana contra el dominio español en la década de 1890. Después, el acorazado se dirigió a Puerto Rico, que también había sido parte del Imperio español hasta la guerra de 1898, y donde el barco también fue recibido encarecidamente. Además, también visitó Annapolis en los Estados Unidos; el crucero desprotegido USS Reina Mercedes, un excrucero español que había sido capturado durante la guerra con los Estados Unidos y había sido comisionado a su Armada como consecuencia, izó la bandera española para honrar su visita. A mediados de octubre, el Alfonso XIII concluyó la gira con una parada en la ciudad de Nueva York, tras lo cual volvió a cruzar el Atlántico y regresó a España en noviembre. En abril de 1921, el barco visitó Lisboa durante las ceremonias celebradas para conmemorar a los soldados del país que habían muerto durante la Primera Guerra Mundial.

### Guerra del Rif

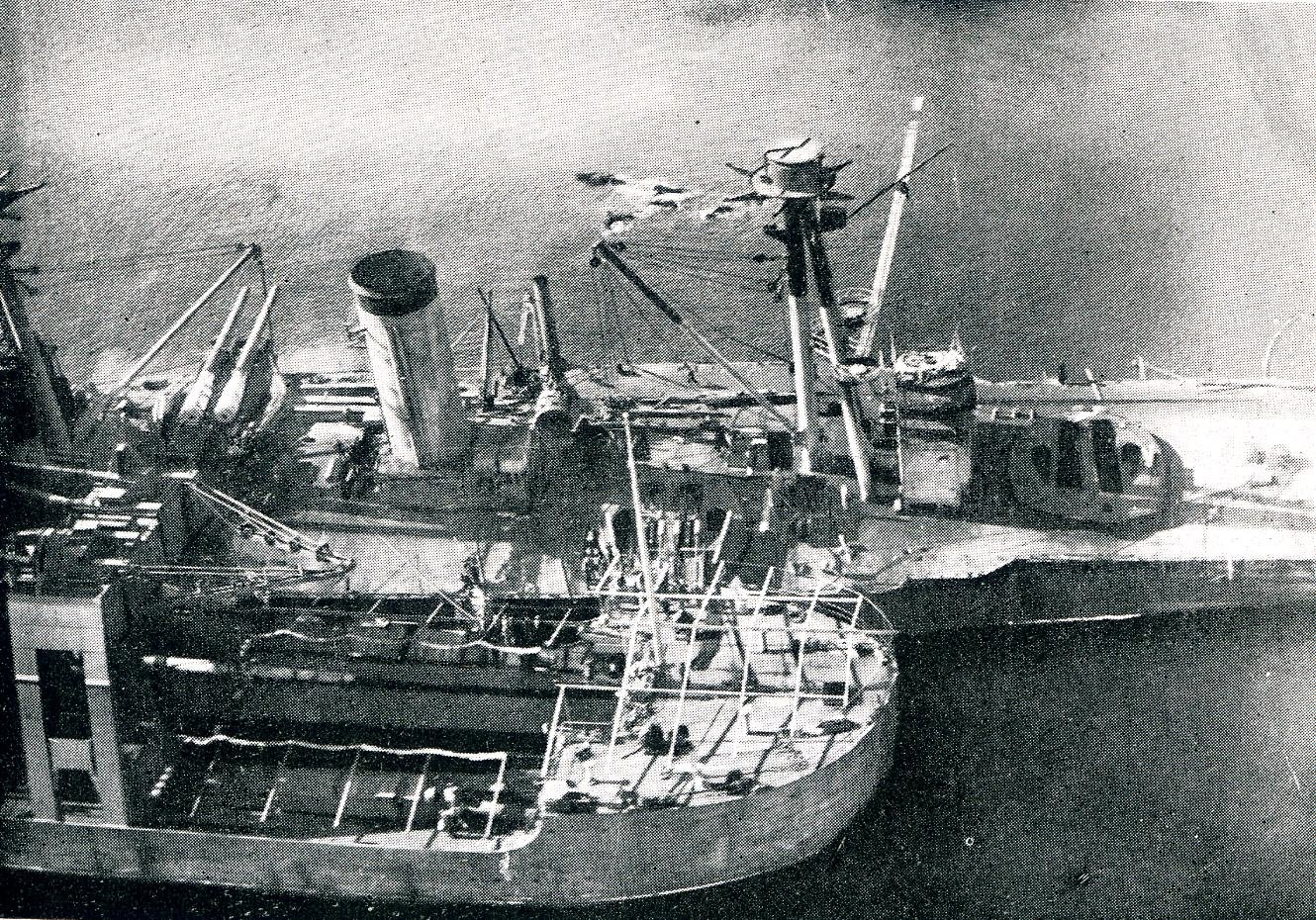
El buque de salvamento Kanguro durante el rescate de los cañones de 305 mm del acorazado España.

A principios de la década de 1920, proporcionó apoyo de fuego al Ejército español en sus campañas en Marruecos durante la guerra del Rif iniciada a mediados de 1921. El 16 de julio de 1921, al inicio del conflicto, el Alfonso XIII operaba en la costa norte de España. El 22 de julio adquirió una reserva completa de carbón en Santander e inmediatamente se puso en marcha para proporcionar apoyo de fuego a las fuerzas españolas en la colonia. El 10 de agosto llegó a Melilla y al día siguiente comenzó a bombardear posiciones rebeldes y su grupo de desembarco desembarcó para reforzar a los soldados españoles en la zona. El 17 de septiembre, él y el España bombardearon posiciones del Rif al sur de Melilla mientras las tropas de la Legión extranjera española las asaltaban. El Alfonso XIII continuó operando frente a la costa del Marruecos español hasta 1922, incluyendo un bombardeo a baterías de artillería situadas en el Rif que estaban siendo utilizadas para atacar embarcaciones costeras. Las baterías dieron varios impactos en el barco, pero no sufrió daños significativos y su tripulación no sufrió bajas.
En agosto de 1923, participó en la primera operación de armas combinadas en la historia militar española que incluyó aviones, buques de guerra y fuerzas terrestres operando juntas. La flota se utilizó para apoyar un asalto anfibio en Melilla en el que el España se encalló frente al cabo Tres Forcas. En consecuencia, el Alfonso XIII acudió en auxilio y cargó con su tripulación, municiones y otros suministros para aligerarlo y poder reflotarlo. Durante el próximo año, se continuó trabajando para reflotar el barco, pero en noviembre la misión terminó en fracaso cuando una tormenta lo destruyó. Durante este período, las tensiones sobre las posesiones coloniales europeas en el norte de África —predominantemente avivadas por el líder fascista italiano Benito Mussolini sobre la supuesta falta de premios por la eventual participación de Italia en la Primera Guerra Mundial del lado de la Entente— había llevado a un acercamiento entre Italia y España en 1923, que en ese momento estaba gobernada por el dictador Miguel Primo de Rivera. A finales de 1923, este último envió una flota formada por el Alfonso XIII, su buque hermano el Jaime I, el crucero ligero Reina Victoria Eugenia, dos destructores y cuatro submarinos para visitar la flota italiana. Partieron de Valencia el 16 de noviembre y se detuvieron en La Spezia y Nápoles, regresa a Barcelona el 30 de noviembre.
En 1925, los rebeldes del Rif ampliaron la guerra al atacar posiciones en el vecino Marruecos francés. En consecuencia, España y Francia planearon un importante desembarco de Alhucemas, compuesto por unos 13 000 soldados, 11 tanques y 160 aviones, para atacar el núcleo del territorio rebelde en septiembre. La Armada Española suministró al Alfonso XIII, al Jaime I, cuatro cruceros, el portahidroaviones Dédalo y varias embarcaciones más pequeñas, con el primero como buque insignia español, y los franceses agregaron al acorazado Paris, dos cruceros y varios otros barcos. El 8 de septiembre, ambas flotas proporcionaron apoyo de fuego cuando las fuerzas terrestres desembarcaron; el asalto anfibio fue un éxito, y después de intensos combates durante los dos años siguientes, los rebeldes rifianos fueron derrotados.

### Desmantelamiento y modernización planificada
En septiembre de 1927, después de completar su rutina de entrenamiento anual, el Alfonso XIII embarcó a su homónimo y a su esposa Victoria Eugenia para realizar un crucero a lo largo de las costas gallegas. Además, en octubre, estos últimos volvieron al barco para visitar Ceuta y Melilla en el norte de África, donde recientemente se habían reprimido las rebeliones contra el dominio español, con una escolta formada por los cruceros Reina Victoria Eugenia y Méndez Núñez y el destructor Bustamante. Durante la Exposición Internacional de Barcelona de 1929 que comenzó en mayo y continuó hasta enero de 1930, el Alfonso XIII participó en un desfile con la flota española y con buques de guerra británicos, franceses, italianos y portugueses.  Para entonces, los efectos de la Gran Depresión habían provocado una importante oposición interna al régimen de Primo de Rivera, lo que llevó a su renuncia el 28 de enero y, finalmente, al exilio de Alfonso XIII en abril de 1931. El 17 de abril, tres días después de la proclamación de la Segunda República Española, el nuevo gobierno ordenó que el Alfonso XIII pasara a llamarse España.
Inmediatamente después, el nuevo gobierno puso en marcha una serie de medidas de reducción de costes para compensar los déficits que la guerra del Rif había provocado, y como resultado, el 15 de junio de 1931 tanto el España como el Jaime I fueron puestos en reserva en Ferrol. El primero fue dado de baja el 15 de noviembre y permaneció fuera de servicio durante los siguientes cinco años, tiempo durante el cual se retiraron algunas de sus baterías secundarias y cañones antiaéreos para su uso en tierra. A principios de la década de 1930, el acercamiento entre España e Italia empezó a disminuir, debido a la elección de Roma por Alfonso XIII como su residencia en el exilio y la preferencia del gobierno español por la Francia republicana sobre la Italia fascista. Los planes para mejorar la clase de acorazados España surgieron en la década de los 1920, pero a mediados de la de 1930, debido al riesgo de conflicto con Italia, la presión para comenzar con el trabajo aumentó. Una propuesta, presentada en 1934, defendía la reconstrucción de los barcos en análogos a los cruceros alemanes de la clase Deutschland con nuevas calderas alimentadas con gasolina. Además, los cascos de los barcos se habrían alargado, las torretas de la batería principal se habrían reorganizado para que todas pudieran estar en la línea central, y las de las baterías secundarias se habrían reemplazado por cañones de doble propósito de 120 mm. El plan finalmente fracasó, como resultado de la debilidad financiera durante la Gran Depresión y la continua inestabilidad política.
Finalmente, se decidió un plan de mejoras para el España y el Jaime I que implicaba el aumento de la altura de las barbetas de las torretas de los costados, la mejora de su área de visión y permitir que puedan disparar sobre las nuevas baterías secundarias, que consistirían en doce cañones DP de 120 mm colocados en montajes en la cubierta superior. Además, se instalaría una nueva batería antiaérea de diez cañones de 25 mm u ocho de 40 mm, se realizaría otros cambios para mejorar los sistemas de control de incendios, aumentar los espacios de alojamiento de la tripulación e instalar bulges antitorpedos, entre otras mejoras. El trabajo estaba programado para comenzar a principios de 1937, y se realizó un reacondicionamiento limitado en 1935-1936 en preparación para su repuesta en servicio. Incluso, sus torretas de proa y popa fueron restauradas (aunque las de los lados permanecieron fuera de servicio) y sus calderas se volvieron a entubar. La modernización prevista fue interrumpida por el golpe de Estado de julio de 1936, que sumió al país en la guerra civil.

### Frente a la sublevación de 1936
El 20 de julio de 1936 se sublevaron contra la República Española varios oficiales del Arsenal Militar de Ferrol, destituyendo a los jefes y oficiales de la Base que se mantenían leales. La tripulación del España y la del Almirante Cervera hicieron frente como pudieron a los sublevados, quienes contaban con fuerzas de un regimiento de Artillería y de infantería de marina. Intentaron unirse a los que resistían en otras partes del Arsenal y sofocar la sublevación, pero aislados, sin mandos y casi sin armas, no lo lograron. El España no pudo ser puesto a flote para escapar del Arsenal, como también lo intentó el Cervera y, finalmente, su dotación se vio obligada a rendirse tras casi dos días de asedio. Para entonces el alzamiento contra la República había fracasado en gran parte del país, pero la sublevación del ejército colonial en África había sido total y la situación derivó rápidamente hacia una Guerra Civil.
Al mantenerse leal a la República la mayoría de los buques de la Armada Española, el España se convirtió en un bien preciado para los nacionales. El estado del buque era de abandono, se le estaba usando como cuartel flotante y su capacidad operativa era mínima, pero su potencialidad estratégica era muy importante, máxime ante la grave carencia de buques propios. En pocos días lograron recuperar dos de sus potentes cañones de 305 mm y seis de 101,6 mm, y dotarlo de las reformas mínimas necesarias para surcar los mares de nuevo.

### Al servicio del Bando sublevado

Perfil del España (ex-Alfonso XIII) con su aspecto en 1937.

En julio-agosto de 1936, de los 8 cañones Vickers de 305 mm solo estaban operativos 6 ya que se utilizó una de las torres como fuente de repuestos para las otras tres. De los 20 cañones de 101 mm solo están operativos 12 y muy desgastados.
El 12 de agosto de 1936 salió a la mar para operar en el Cantábrico acompañado del destructor Velasco. Llevó a cabo misiones de bloqueo de la costa republicana, salvo en el paréntesis comprendido entre el 28 de septiembre y el 13 de octubre de 1936, en que la flota republicana, formada entre otros barcos por el acorazado Jaime I, hizo acto de presencia en el Cantábrico. Tomó parte en el bombardeo de los tanques de combustible de Santurce y de diferentes objetivos terrestres en Guipúzcoa para forzar la rendición de San Sebastián, Irún y Fuenterrabía, en el apoyo al cuartel de Simancas, en los bloqueos directos a Bilbao y Santander, y en la captura de diversos barcos que transportaban material para el bando republicano.
Fue blanco de varios ataques, de los que el Abuelo —como cariñosamente se le llamaba— salió bien librado, como fue el caso de un torpedo lanzado por un submarino republicano, que hizo impacto en su proa pero no llegó a explotar, o ataques de la aviación enemiga que no dieron en el blanco. Pero su buena estrella se truncó poco después de las 7 de la mañana del 30 de abril de 1937, al chocar cerca de Santander contra una mina posiblemente fondeada unos días antes por el minador nacional Júpiter. Aquel día el España y el destructor Velasco patrullaban por el Cantábrico cuando por el norte apareció un carguero inglés rumbo a Santander. El Velasco se dirigió a interceptarlo y el España maniobró para interponerse entre el carguero y tierra, pero en esa maniobra se acercó al cabo Galizano y entró en un campo minado. El Velasco logró interceptar al carguero después de efectuar un par de disparos de aviso, ya que el mercante intentaba escapar, y cuando ya se apuntaba en el haber de los barcos una captura más, una gran explosión en el España puso fin a la caza. El Velasco abandonó su presa y se dirigió hacia el acorazado, que empezaba a escorar ligeramente.
En el España solo murieron cinco hombres por la explosión de la mina, el resto de la dotación fue salvada por el Velasco, que para ello se metió en el campo de minas, casi se atracó al moribundo acorazado, cuya escora aumentaba poco a poco, y tuvo que soportar ataques infructuosos de la aviación enemiga. Fue imposible detener la entrada de agua a bordo, y en menos de tres horas el Abuelo se hundió a la vista de las personas que se habían concentrado en Galizano.

### Hallazgo del pecio
El 10 de septiembre de 1971, aún sin conocerse la localización exacta, se publicó en el Boletín Oficial del Estado el concurso-subasta para conceder los derechos de extracción y propiedad, lo que hizo que la prensa recordara su hundimiento.
El viernes 30 de septiembre de 2016, la Armada anunció públicamente el hallazgo de los restos del navío por parte del buque de salvamento y rescate Neptuno, durante una campaña de adiestramiento específico con la Unidad de Buceo de Ferrol.

### Buques de la clase
- España
- Jaime I

### Listas relacionadas
- Anexo:Acorazados
- Anexo:Clases de acorazado
- Anexo:Acorazados de la Armada de España